# Estadi Olímpic El Menzah
L'Estadi Olímpic El Menzah és un estadi esportiu de la ciutat de Tunis, a Tunísia. És la seu dels equips Espérance Sportive de Tunis, Club Africain i Stade Tunisien.
Va ser construït l'any 1967 amb motiu dels Jocs del Mediterrani de 1967. Posteriorment va ser renovat amb motiu de la Copa d'Àfrica de Nacions 1994 fins una capacitat per a 39.858 espectadors. També va ser seu de la Copa d'Àfrica de Nacions 2004.

## Referències

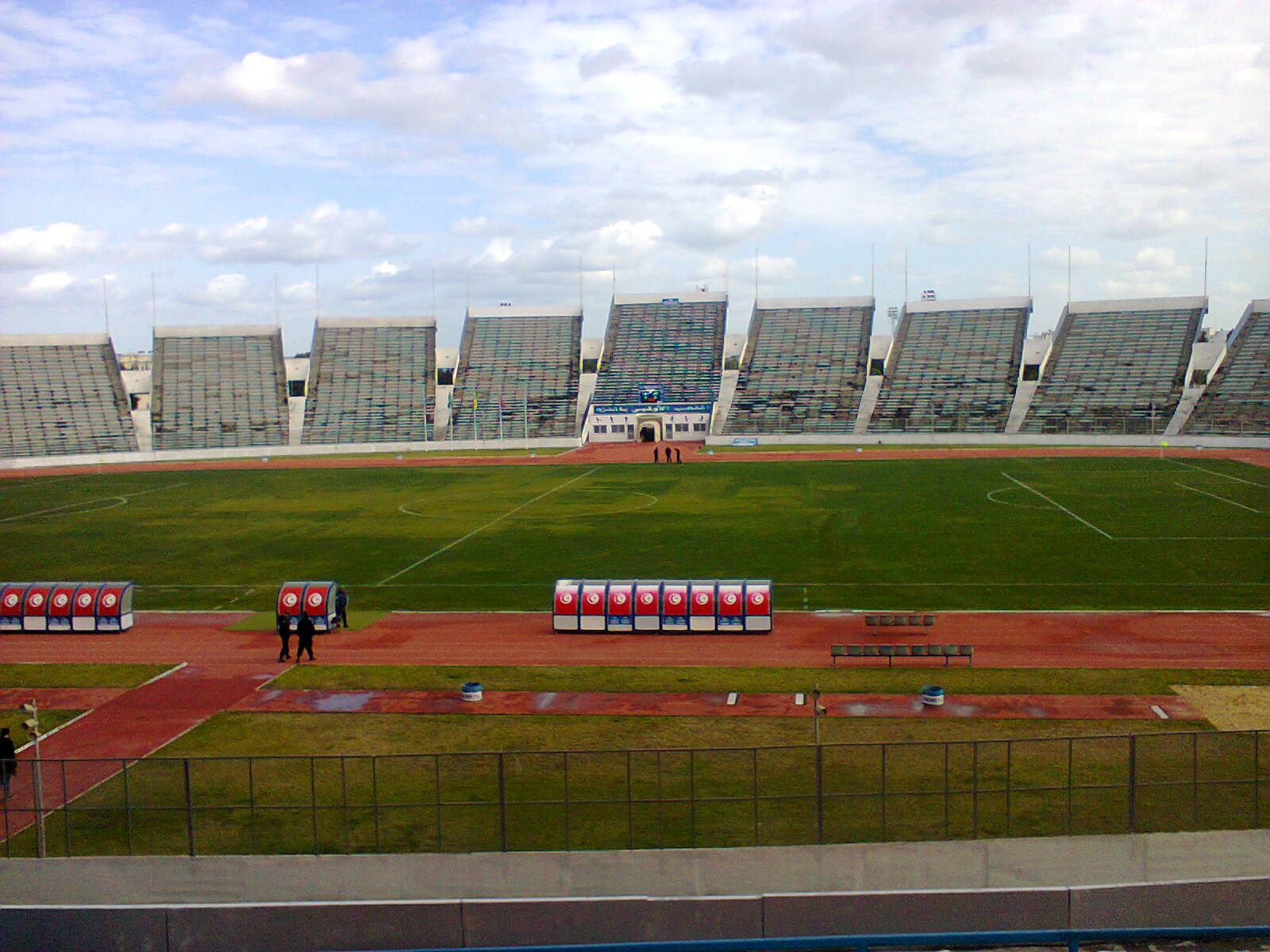
Vista interior.

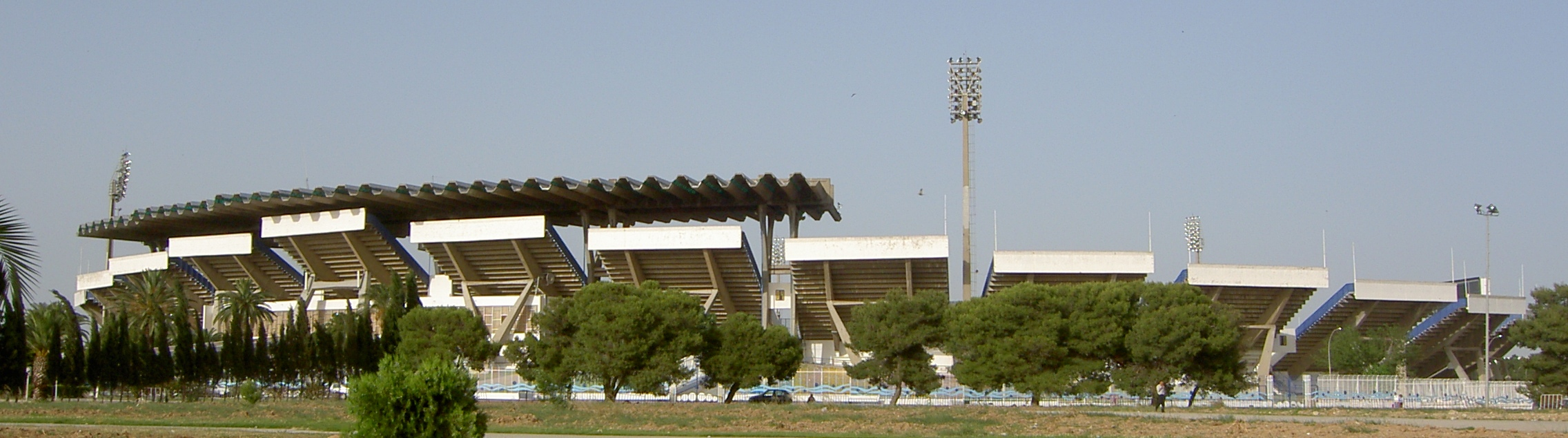
Panorama.